# Mistrovství světa v jízdě na skibobech 2017
XXXVIII. ročník Mistrovství světa v jízdě na skibobech 2017 se konal ve švýcarském středisku Grächen od 22. března do 26. března 2017. Na programu šampionátu byl závod v super G, obřím slalomu, slalomu a kombinaci a to v kategorii mužů a žen.

## Medailové pořadí zemí
| Pořadí | Země            | Zlato | Stříbro | Bronz | Celkově |
| ------ | --------------- | ----- | ------- | ----- | ------- |
| 1.     | Česko (CZE)     | 4     | 4       | 2     | 10      |
| 2.     | Rakousko (AUT)  | 3     | 5       | 1     | 9       |
| 3.     | Německo (GER)   | 1     | -       | 3     | 4       |
| 4.     | Švýcarsko (SUI) | -     | -       | 1     | 1       |
|        | Celkem          | 8     | 9       | 7     | 24      |

## Medailisté

### Muži
| Disciplína  | Zlato                     | Stříbro                                             | Bronz                              |
| ----------- | ------------------------- | --------------------------------------------------- | ---------------------------------- |
| super G     | Pavel Čiháček Česko (CZE) | Gerhard Hauer Rakousko (AUT) Aleš Housa Česko (CZE) | medaile neudělena                  |
| obří slalom | Pavel Čiháček Česko (CZE) | Gerhard Hauer Rakousko (AUT)                        | Franz Tschümperlin Švýcarsko (SUI) |
| slalom      | Pavel Čiháček Česko (CZE) | Gerhard Hauer Rakousko (AUT)                        | Martin Gutjahr Rakousko (AUT)      |
| kombinace   | Pavel Čiháček Česko (CZE) | Gerhard Hauer Rakousko (AUT)                        | Aleš Housa Česko (CZE)             |

### Ženy
| Disciplína  | Zlato                              | Stříbro                           | Bronz                              |
| ----------- | ---------------------------------- | --------------------------------- | ---------------------------------- |
| super G     | Claudia Hartlová Rakousko (AUT)    | Stanislava Preclíková Česko (CZE) | Silvia Steiningerová Německo (GER) |
| obří slalom | Claudia Hartlová Rakousko (AUT)    | Stanislava Preclíková Česko (CZE) | Silvia Steiningerová Německo (GER) |
| slalom      | Silvia Steiningerová Německo (GER) | Claudia Hartlová Rakousko (AUT)   | Stanislava Preclíková Česko (CZE)  |
| kombinace   | Claudia Hartlová Rakousko (AUT)    | Stanislava Preclíková Česko (CZE) | Silvia Steiningerová Německo (GER) |